# Monte Amiata

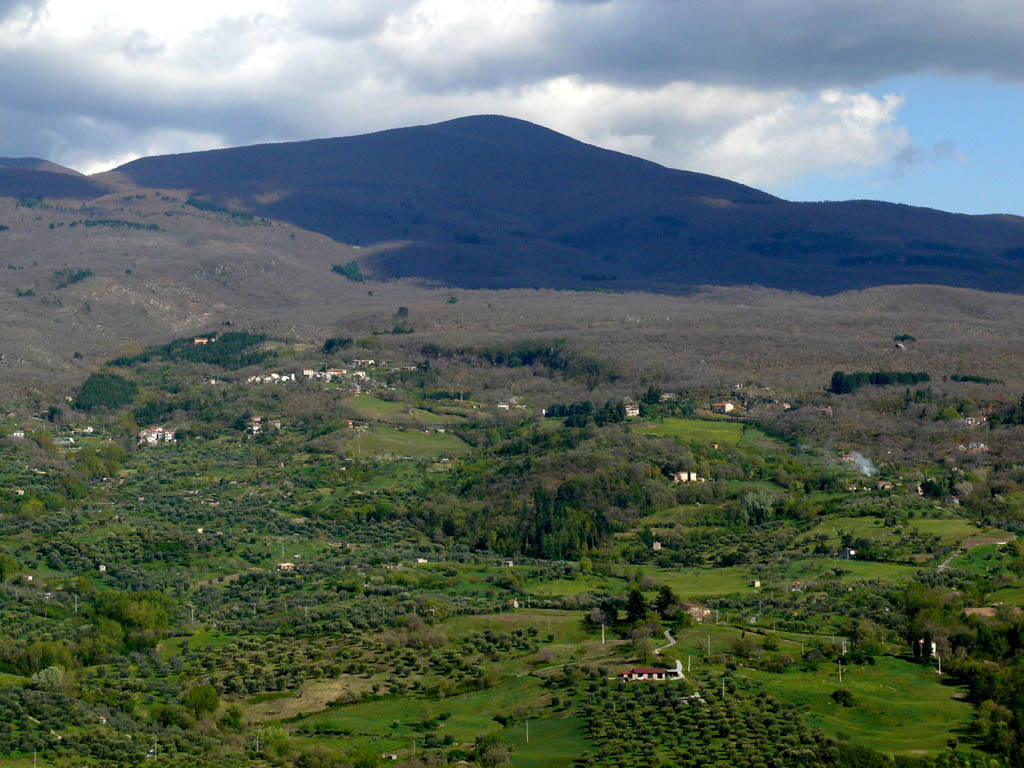
Monte Amiata

El Monte Amiata o Monte di Santa Fiora és una serralada muntanyosa del preapení toscà, localitzat a cavall de les províncies de Grosseto i Siena. És un antic volcà d'origen dom de lava. La muntanya és molt rica en aigua que s'aprofita amb aqüeductes i es transporta a altres llocs de Toscana. Antigament s'explotava el cinabri (Abbadia San Salvatore).
L'altitud màxima és la Vetta (abans Masso di Maremma) amb 1.738 m; segueixen la Montagnola, el Corno di Bellaria, el Poggio Trauzzolo, el Poggio Pinzi, el monte Labro i el monte Civitella.
Hi ha les següents comunes: Abbadia San Salvatore, Arcidosso, Castel del Piano, Piancastagnaio, Santa Fiora, Seggiano i Castell'Azzara. Les comunes de Roccalbegna, Semproniano, Cinigiano, Castiglione d'Orcia i Radicofani són a la rodalia.

## Geologia
La muntanya d'Amiata (La Vetta) és composta per una cúpula de lava amb una colada traquítica que s'estén cap a l'est. La colada de lava traquidacítica, viscosa i massiva, de 5 km de llarg i 4 km d'amplada, forma part del complex basal i s'estén per sota i cap al sud de la cúpula del Corno de Bellaria. Les dates radiomètriques suggereixen que el complex d'Amiata va tenir un episodi eruptiu important ara fa uns 300.000 anys i que no s'ha produït cap activitat eruptiva durant l'Holocè. No obstant, l'activitat tèrmica, inclosa la mineralització del cinabri, és contínua a l'àrea geotèrmica a prop de la ciutat de Bagnore, a l'extrem SO.